# 小野塚勝俊
小野塚 勝俊（おのづか まさとし、1972年5月5日 - ）は、日本の政治家。埼玉県所沢市長（1期）。
衆議院議員（1期）を務めた。元日本銀行員。

## 経歴
東京都練馬区出身。妻と子供二人で生活をしている。立教中学、立教高校を経て、立教大学法学部国際・比較法学科に入学。3歳から水泳を始め、高校時代に埼玉県でバタフライ3位を記録した。中学と大学では水泳部の主将を務めた。1995年3月、立教大学を卒業。同年4月、日本銀行に入行（総合職）。12年間勤務する。日銀では営業局（後の金融市場局・金融機構局）、福島支店、業務局、大阪支店、政策委員室、国際局などを勤務。防災士､防災危機管理者､健康生きがいづくりアドバイザー､健康マスター･エキスパート､SDGsアドバイザー､観光プランナーなどの資格を持つ。
2002年、大前研一が主宰する「一新塾」にて学び、大前より最優秀賞（大前賞）を授与される。
2007年、民主党の国会議員公募に合格。民主党埼玉県第8区総支部長に就任した。同年、日本銀行を退職。2008年、正式に埼玉8区の公認候補になる。
2009年8月30日、第45回衆議院議員総選挙で民主党公認で出馬し自由民主党の柴山昌彦を破り初当選（柴山も比例復活）。財務金融委員会理事、予算委員、青少年問題に関する特別委員会理事、北朝鮮拉致問題特別委員会理事などを務めたほか、民主党では政策調査会長補佐、広報委員長補佐などを務める。
2012年12月16日の第46回衆議院議員総選挙に民主党公認で出馬するも柴山に敗れ落選。
2014年12月14日の第47回衆議院議員総選挙に民主党公認で出馬するも柴山に敗れ落選。早稲田大学大学院政治学研究科修了、東京大学EMP修了。
2017年10月、第48回衆議院議員総選挙で希望の党公認で出馬するも柴山に敗れ落選。2018年から、SBI大学院大学の教員として、『ブロックチェーン時代の金融』という科目を受け持った。
2021年10月31日の第49回衆議院議員総選挙では立憲民主党に公認申請をしていたが公認が得られず、無所属で出馬。柴山に6,548票差まで迫ったものの落選。
2023年9月13日、同年10月22日投開票の所沢市長選挙に無所属で出馬すると表明。同年10月22日、所沢市長選挙にて3期12年勤めた現職の藤本正人（自民・公明が推薦）、新人の杉田まどかを破り、初当選した。
※当日有権者数：287,991人 最終投票率：38.80%（前回比：6.81pts）
| 候補者名   | 年齢 | 所属党派 | 新旧別 | 得票数   | 得票率 | 推薦・支持                 |
| ---------- | ---- | -------- | ------ | -------- | ------ | -------------------------- |
| 小野塚勝俊 | 51   | 無所属   | 新     | 57,272票 | 51.69% |                            |
| 藤本正人   | 61   | 無所属   | 現     | 41,477票 | 37.44% | （推薦）自由民主党・公明党 |
| 杉田まどか | 45   | 無所属   | 新     | 12,041票 | 10.87% |                            |

## 政策・主張

### 憲法
- 憲法改正について、2021年のNHK、毎日新聞社のアンケートで「反対」と回答[5][6]。
- 9条改憲について、2014年の毎日新聞社のアンケートで「反対」と回答[7]。憲法9条への自衛隊の明記について、2021年のNHKのアンケートで「反対」と回答[5]。
- 憲法を改正し緊急事態条項を設けることについて、2021年の毎日新聞社のアンケートで「反対」と回答[6]。

### 外交・安全保障
- 敵基地攻撃能力の保有について、2021年の毎日新聞社のアンケートで「反対」と回答[6]。
- 普天間基地の辺野古移設をめぐる政府と沖縄県の対立をどう考えるかとの問いに対し、2021年の毎日新聞社のアンケートで「政府は埋め立てを即中止すべき」と回答[6]。
- 徴用工訴訟などの歴史問題をめぐる日韓の関係悪化についてどう考えるかとの問いに対し、2021年の毎日新聞社のアンケートで「より柔軟な態度で臨む」と回答[6]。
- 日本による過去の植民地支配と侵略を認めて謝罪した「村山談話」の見直し論議について、2014年の毎日新聞社のアンケートで「見直すべきでない」と回答[7]。
- 従軍慰安婦に対する旧日本軍の関与を認めた「河野談話」の見直し論議について、2014年の毎日新聞社のアンケートで「見直すべきでない」と回答[7]。
- 第2次安倍内閣が2013年に提出した特定秘密保護法案は同年12月6日に可決成立した[8]。「こうした法律が日本に必要と思うか」との2014年の毎日新聞社のアンケートに対し、選択肢以外の回答をした[7]。

### ジェンダー
- 選択的夫婦別姓制度の導入について、2021年のNHK、毎日新聞社のアンケートで「賛成」と回答[5][6]。
- 同性婚を可能とする法改正について、2021年のNHKのアンケートで「賛成」と回答[5]。「同性婚を制度として認めるべきだと考るか」との同年の毎日新聞社のアンケートに対し「認めるべき」と回答[6]。
- クオータ制の導入について、2021年のNHKのアンケートで「賛成」と回答[5]。同年の毎日新聞社のアンケートで「賛成」と回答[6]。

### 生活・経済
- 消費税の軽減税率について、2014年毎日新聞社のアンケートで、生活必需品などに軽減税率を「導入すべきだ」と回答[7]。
- 「大企業や所得の多い人への課税を強化し、国の財源に充てる」累進課税について、2021年NHKのアンケートで、「賛成」と回答[5]。
- 「現在の年金制度は、将来に渡って持続可能だと思うか」との問いに対し、2021年NHKのアンケートで、「そう思わない」と回答[5]。
- 10%の消費税率について、2021年の毎日新聞社のアンケートで「引き下げるべき」と回答[6]。

### 市長選挙の公約
- 18歳までの医療費完全無料化[9]
- 小・中学校の給食費無料化[9]
- 保育料第２子以降無料化[9]
- 遊び場利用料親子とも無料化[9]
- おむつ満１歳までの無料化[9]
- 所沢市を中核市に移行[9]
- 高齢者・障がい者への活動助成[9]
- 市内全小・中学校の体育館にエアコン設置[9]
- 市長タウンミーティングの毎月開催[9]
- 市長給与の3割カット[9]

### その他
- 「原子力発電への依存度について今後どうするべきか」との問題提起に対し、2021年のNHKのアンケートで「ゼロにすべき」と回答[5]。
- 森友学園への国有地売却をめぐる公文書改竄問題で、2021年5月6日、国は「赤木ファイル」の存在を初めて認めた[10]。しかし5月13日、菅義偉首相はファイルの存在を踏まえた再調査を行わない考えを報道各社に書面で示した[11]。9月の自民党総裁選挙で総裁に選出された岸田文雄も10月11日、衆議院本会議の代表質問で再調査の実施を否定した[12]。国の対応をどう考えるかとの同年の毎日新聞社のアンケートに対し、「さらに調査や説明をすべき」と回答[6]。
- 「『道徳』を小中学校の授業で教え、子供を評価することに賛成か、反対か」との問いに対し、2014年の毎日新聞社のアンケートで「反対」と回答[7]。
- 元日本銀行員として、アベノミクスには批判的な立場を取っている[13]。アベノミクスは、政府が日銀を通じて、大企業やお金持ちに資金を流し込むと、それが中小企業や一般市民に流れていき、景気が良くなるという政策。しかし実際には資金が大企業やお金持ちの所にたまるばかりで、中小企業や一般市民までその恩恵は届いていない。そればかりかその弊害によって中小企業や一般市民の経済状況は苦しくなっていると主張。アベノミクスのような大企業や富裕層向けに大規模な政策を行うことで、一気に景気回復をめざす政策ではなく、若者、女性、シニア、派遣労働者等、一人ひとりに寄り添った政策をたくさん実行して、着実に景気を回復させるべきと主張。
- 受動喫煙防止を目的に飲食店等の建物内を原則禁煙とする健康増進法改正に賛成[14]。

## 選挙違反疑惑
- 2024年5月17日、埼玉県警は小野塚が前年の所沢市長選で公示前に有権者に投票を呼び掛けたとして、公職選挙法（事前運動）の疑いで書類送検した。捜査関係者によれば小野塚は公示前の9月27日と10月7日、西武線所沢駅前で「市長選挙に絶対に勝ちます。皆さんのお力を頂きたい」などと投票を呼び掛けた疑いがあり、市長選で敗れた藤本正人市長陣営の関係者からの告発を受け県警が捜査していた[15][16]。同年7月11日、さいたま地検は小野塚を不起訴処分とした[17]。

## 選挙歴
| 当落 | 選挙                   | 執行日         | 年齢 | 選挙区  | 政党     | 得票数     | 得票率 | 定数 | 得票順位 /候補者数 | 政党内比例順位 /政党当選者数 |
| ---- | ---------------------- | -------------- | ---- | ------- | -------- | ---------- | ------ | ---- | ------------------ | ---------------------------- |
| 当   | 第45回衆議院議員総選挙 | 2009年08月30日 | 37   | 埼玉8区 | 民主党   | 11万4657票 | 49.08% | 1    | 1/4                | /                            |
| 落   | 第46回衆議院議員総選挙 | 2012年12月16日 | 40   | 埼玉8区 | 民主党   | 4万6394票  | 23.03% | 1    | 2/5                | /                            |
| 落   | 第47回衆議院議員総選挙 | 2014年12月14日 | 42   | 埼玉8区 | 民主党   | 6万1711票  | 33.35% | 1    | 2/3                | /                            |
| 落   | 第48回衆議院議員総選挙 | 2017年10月22日 | 45   | 埼玉8区 | 希望の党 | 6万1501票  | 32.77% | 1    | 2/3                | /                            |
| 落   | 第49回衆議院議員総選挙 | 2021年10月31日 | 49   | 埼玉8区 | 無所属   | 9万8102票  | 48.39% | 1    | 2/2                | /                            |
| 当   | 所沢市長選挙           | 2023年10月22日 | 51   |         | 無所属   | 5万7272票  | 51.69% | 1    | 1/3                | /                            |